# Domenico Bettini
Pour les articles homonymes, voir Bettini.
Domenico Bettini, (Florence, 1644 - Bologne 1705) est un peintre italien baroque  au XVIIe siècle.

## Biographie
Domenico Bettini a d'abord été l'élève de Jacopo Vignali, mais alla ensuite à Rome, et devint l'élève de Mario Nuzzi.
Il peint des natures mortes avec des fruits, fleurs, oiseaux et poissons.